# Preliv Beagle
Preliv Beagle (špansko: Canal del Beagle) je morski preliv v arhipelagu Tierra del Fuego na skrajnem južnem koncu Južne Amerike med Čilom in Argentino. Preliv ločuje večji glavni otok Isla Grande de Tierra del Fuego od različnih manjših otokov, vključno z otoki Picton, Lennox in Nueva, Navarino, Hoste, Londonderry in Stewart. Vzhodno območje preliva je del meje med Čilom in Argentino, zahodno območje pa je v celoti znotraj Čila.
Preliv Beagle, Magellanov preliv na severu in Drakov prehod na odprtem oceanu na jugu so trije plovni prehodi okoli Južne Amerike med Tihim in Atlantskim oceanom. Vendar večina komercialnih ladijskih prevozov uporablja odprti ocean skozi Drakov prehod.
Preliv Beagle je dolg približno 240 kilometrov in je na najožji točki širok približno 5 kilometrov. Razteza se od otoka Nueva na vzhodu do Darwin Sound in Cookovega zaliva v Tihem oceanu na zahodu. Približno 50 kilometrov od zahodnega konca se deli na dve veji, severno in južno od otoka Gordon. Jugozahodni krak med otokom Hoste in otokom Gordon vstopi v Cookov zaliv. Severozahodni krak med otokom Gordon in Isla Grande vstopi v Darwin Sound, ki ga povezuje Tihi ocean s prelivi O'Brien in Ballenero. Največje naselje ob prelivu je Ushuaia v Argentini, sledi Puerto Williams v Čilu. To sta dve najjužnejši naselji na svetu.

## Plovba
Čeprav je ploven za velike ladje, so varnejše vode na jugu (Drakov prehod) in na severu (Magellanov preliv). V skladu s Pogodbo o miru in prijateljstvu iz leta 1984 med Čilom in Argentino ladje drugih držav plujejo s čilskim pilotom med Magellanovim prelivom in Ushuajo skozi Magdalenin in Cockburnov kanal do Tihega oceana, nato po kanalu Ballenero, O'Brien in severozahodnem kraku Beagleovega preliva.

## Otoki
Preliv Beagle se širi med številnimi otoki; na severu leži argentinsko-čilenski Isla Grande de Tierra del Fuego, na jugu Hoste, otok Navarino ter Picton in Nueva, ki jih je Argentina zahtevala do leta 1984. Slednja dva ležita na dvonacionalnem vzhodnem vhodu v preliv, medtem ko je zahodni vhod v celoti znotraj Čila. Zahodni vhod v preliv Beagle je otok Gordon razdeljen na dva preliva. V prelivu obstaja nekaj manjših otokov, med njimi Snipe Island in Gable. Vsi omenjeni otoki razen vzhodnega Isla Grande de Tierra del Fuego in otok Gable, pripadajo Čilu.

## Zgodovina
Jagansko ljudstvo se je naselilo na otoke ob prelivu Murray pred približno 10.000 leti. Obstajajo arheološka najdišča, ki kažejo na megalitska sezonska naselja tamkajšnjih ljudstev Jaganov na lokacijah, kot je Bahia Wulaia na otoku Navarino.
Najdišče, znano kot Wulaia Bay Dome Middens, je razkrilo, da so ljudje v majhnih zalivih preliva nastavljali pasti za ribe. Po mnenju C. Michaela Hogana je ohranjeno kamnito orodje za te pasti in so ga Jagani uporabljali še v 19. stoletju.
Novembra 1859 je bilo v naselju, znanem kot Wulaia, Yahanov pokol nad posadko in kapetanom Allena Gardinerja, škune, ki jo je uporabljalo Južnoameriško misijonsko društvo. Med stranema je prišlo do nesporazuma in kulturnega konflikta.

### Imenovanje in Darwinov obisk
Preliv je dobil ime po ladji HMS ''Beagle'' med prvim hidrografskim pregledom obal južnega dela Južne Amerike, ki je trajal od 1826 do 1830. Med to ekspedicijo je pod poveljstvom poveljnika Phillipa Parkerja Kinga, kapitan Beagla Pringle Stokes je storil samomor in ga je zamenjal kapitan Robert Fitzroy. Ladja je nadaljevala raziskavo na drugem potovanju pod poveljstvom kapitana Fitzroyja, ki je Charlesa Darwina vzel za družbo, kar mu je dalo možnosti kot ljubiteljskemu naravoslovcu. Darwin je prvič videl ledenike, ko so 29. januarja 1833 prišli do preliva, in v svojem zvezku na terenu zapisal: »Komaj si je mogoče predstavljati kaj lepšega od berilu podobne modrine teh ledenikov, še posebej v primerjavi z mrtvimi belimi vrhovi snežnega prostranstva«.

### Beagleov konflikt
Več majhnih otokov (Picton, Lennox in Nueva) do Rta Horn je bilo predmet dolgotrajnega spora med Čilom in Argentino, imenovanega Beagleov konflikt; po pogojih mirovne in prijateljske pogodbe iz leta 1984 med Čilom in Argentino so zdaj del Čila. Od 1950-ih do 1970-ih se je v vodah preliva Beagle zgodilo več incidentov, povezanih s čilsko in argentinsko mornarico, na primer incident Snipe leta 1958, incident v Cruz del Sur leta 1967 in obstreljevanje Quidore istega leta. 

## Živalstvo
Preliv Beagle je pomembno območje za opazovanje redkih, endemičnih delfinov.  Živali, ki se pojavljajo v prelivu so:  patagonijski morski lev, [[južnoameriški morski medved (arctocephalus australis), južni pisani delfin (Lagenorhynchus australis), temni pisani delfin (Lagenorhynchus obscurus), Maldivska kratkogobčna pliskavka, okrogloglavi delfin (Grampus griseus), pliskavki Phocoena spinipinnis, Phocoena dioptrica, Magellanov pingvin, južni čopasti pingvin (Eudyptes chrysocome), gosi Chloephaga picta, Chloephaga hybrida, race Lophonetta specularioides, ponirek Podiceps major, frfotavke Tachyeres patachonicus, Tachyeres pteneres, ibis Theristicus melanopis, kvakač (Nycticorax nycticorax), cesarski kormoran (Leucocarbo atriceps), skalni kormoran (Phalacrocorax magellanicus), Phalacrocorax brasilianus, čilski modri orel (Geranoaetus melanoleucus), puranji jastreb (Cathartes aura), Andski kondor, Karakara, kimango (Milvago chimango), beloprsi karakara (Phalcoboenus albogularis), progasti karakara (Phalcoboenus australis), pobrežnika (Haematopus leucopodus) in Haematopus ater, južna priba (Vanellus chilensis), pobrežnik Charadrius modestus, vrtorepi prodnik (Calidris bairdii), belotrtični prodnik (Calidris fuscicollis), galeb Chroicocephalus maculipennis, Leucophaeus scoresbii, južnoameriška čigra (Sterna hirundinacea), južni galeb (Larus dominicanus), čilska govnačka (Stercorarius chilensis), Pelecanoides magellani in Pelecanoides urinatrix.

## Galerija
- Otok morskih levov ali La Isla de Los Lobos
- Ledenik Romanche na severni obali preliva
- Beagleov preliv, januarja 2006
- Pogled na svetilnik Les Eclaireurs, imenovan tudi Svetilnik na koncu sveta, blizu Ushuaije na severni obali preliva